# Gudrun Zapf-von Hesse
Gudrun Zapf-von Hesse (Schwerin, Mecklemburgo-Pomerania Occidental, 2 de enero de 1918-Darmstadt, 13 de diciembre de 2019) fue una diseñadora de tipografía, tipógrafa, calígrafa y encuadernadora alemana. En 1991 ganó el premio Frederic William Goudy. Creó diversos diseños de fuentes.

## Carrera
Hizo su aprendizaje de encuadernación de libros con Otto Dorfner, y completó un máster en esta disciplina en 1940. Realizó un curso por su cuenta sobre caligrafía y formas de letras, concentrándose en el trabajo de Rudolf Koch y Edward Johnston. Después de la Segunda Guerra Mundial, abrió su propia empresa de encuadernación de libros y aprendió a trabajar y crear punzones en la fundición tipo Bauer en Fráncfort.
De 1946 a 1954 enseñó caligrafía en la escuela de arte Städelschule de Fráncfort. Después de destacarse en una exhibición de caligrafía, fue llamada por la fundición Stempel de Fráncfort para diseñar tipografías, e inició una exitosa carrera como tipógrafa en Stempel. «En mi opinión», dijo más tarde, «la mejor base para crear nuevos alfabetos es un estudio intensivo de caligrafía». Se casó el 1 de agosto de 1951 con Hermann Zapf, director de arte de Stempel y también diseñador tipográfico. Los dos lograron no inmiscuirse en su trabajos profesionales.
En 1991 fue la segunda mujer en recibir el prestigioso premio Frederic W. Goudy, otorgado por el Instituto de Tecnología de Rochester, ubicado en Rochester, Nueva York. En 2001 fue reconocida con un Premio a la Trayectoria de Friends of Calligraphy.
Cumplió 100 años en enero de 2018. En 2018 Monotype lanzó la tipografía de títulos Hesse-Antiqua para celebrar su centésimo cumpleaños. Digitalizado por Ferdinand Ulrich, se basa en un alfabeto para cubiertas de libros que diseñó a fines de la década de 1940.
Murió el 13 de diciembre de 2019 a la edad de 101 años.

## Diseños tipográficos
- Alcuin (URW Hamburgo)
- Ariadne (Stempel)
- Carmina (Bitstream)
- Christiana (Berthold)
- Columbine (URW Hamburgo)
- Diotima (Stempel)

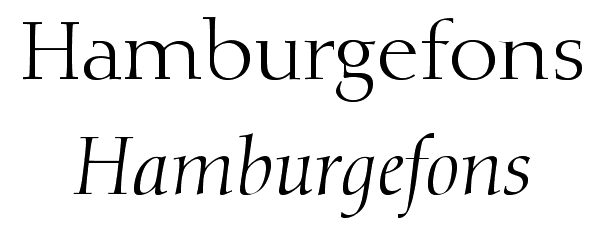
Diotyme (Linotype Library GmbH).

- Hesse-Antiqua (2018, Monotipia, con Ferdinand Ulrich)[6]
- Nofret (Berthold)
- Nofret (Berthold)
- Shakespeare (Hallmark)
- Smaragd (Stempel)